# Constantí Rodi
Constantí Rodi (en grec antic: Κωνσταντῖνος ὁ Ῥόδιος, llatí: Constantinus Rhodius) fou un poeta grec medieval autor de tres epigrames inclosos a l'Antologia grega, escrits al començament del segle x. Segons que es desprèn del primer epigrama, el va escriure entre els anys 911 i 912, en el regnat conjunt dels emperadors Lleó VI el Filòsof i Alexandre.
Hi ha autors que l'identifiquen amb Constantí Cefalàs, el recopilador de l'Antologia palatina.